# Motte castrale de Rospellem
La motte castrale de Rospellem est située à Carnoët en France.

## Localisation
La motte castrale est située sur la commune de Carnoët ; elle occupe l'extrémité sud d'un éperon dominant la confluence de l'Aulne avec le ruisseau de Landeren, dans le département des Côtes-d'Armor, dans la région Bretagne.

## Description
L'ensemble fortifié, à vocation militaire et économique, est composé de deux parties principales : une motte castrale en position de barrage entourée d'un large fossé sec et une basse-cour située au sud, occupant l'extrémité de l'éperon. De forme tronconique, le tertre est haut d'une quinzaine de mètres. La plate-forme sommitale, partiellement perturbée par des creusements, comporte des vestiges de construction en pierre. La basse-cour est protégée par une importante levée de terre doublée d'un fossé sec. Le site est en très bon état.

## Historique
La motte castrale est inscrite au titre des monuments historiques par arrêté du 18 septembre 1995.

## Galerie

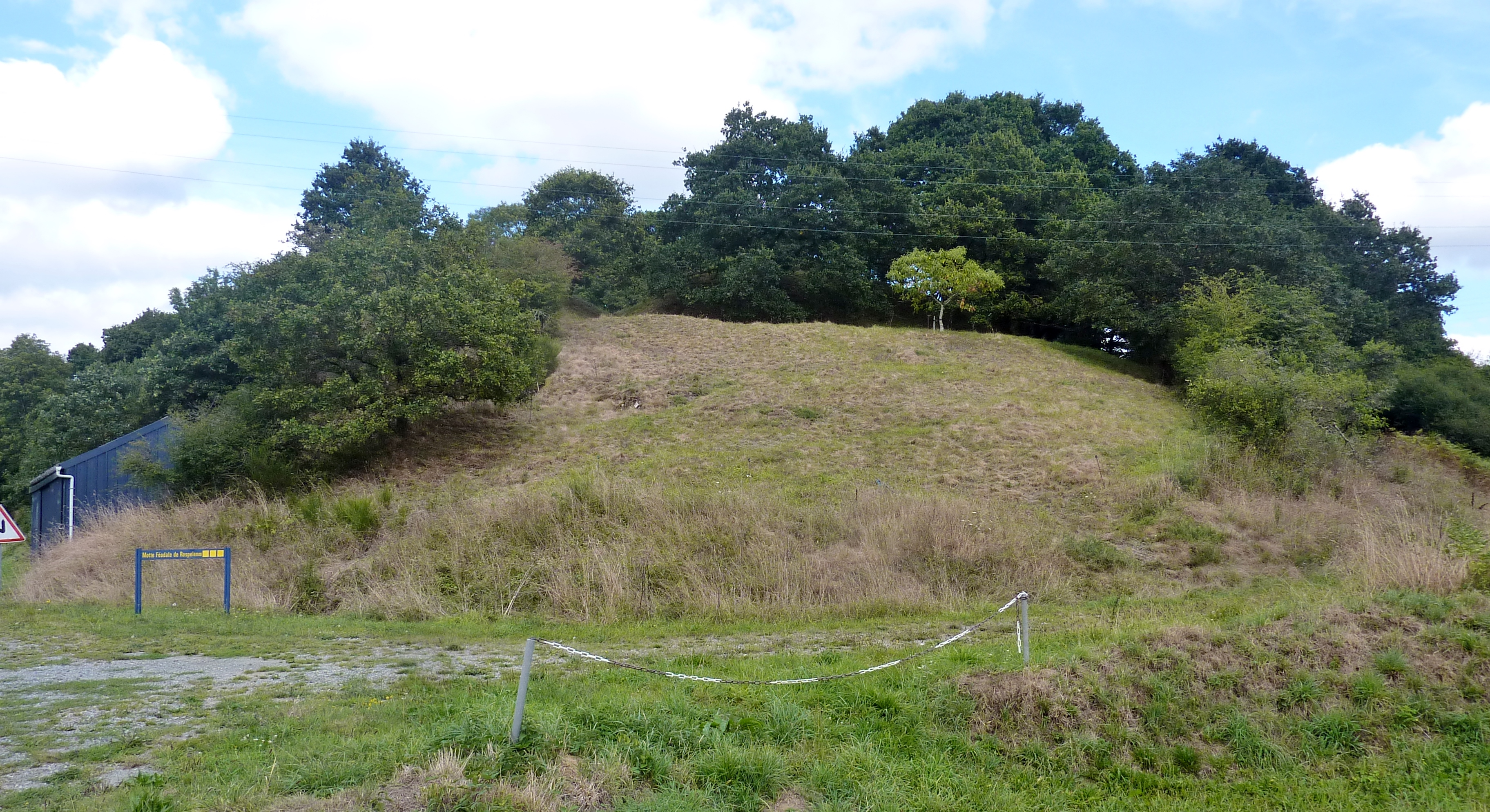
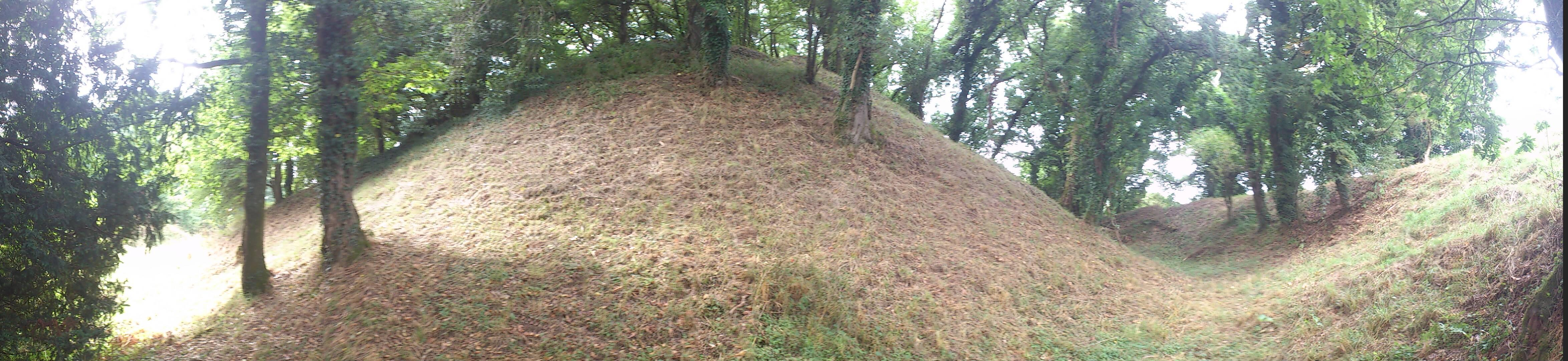
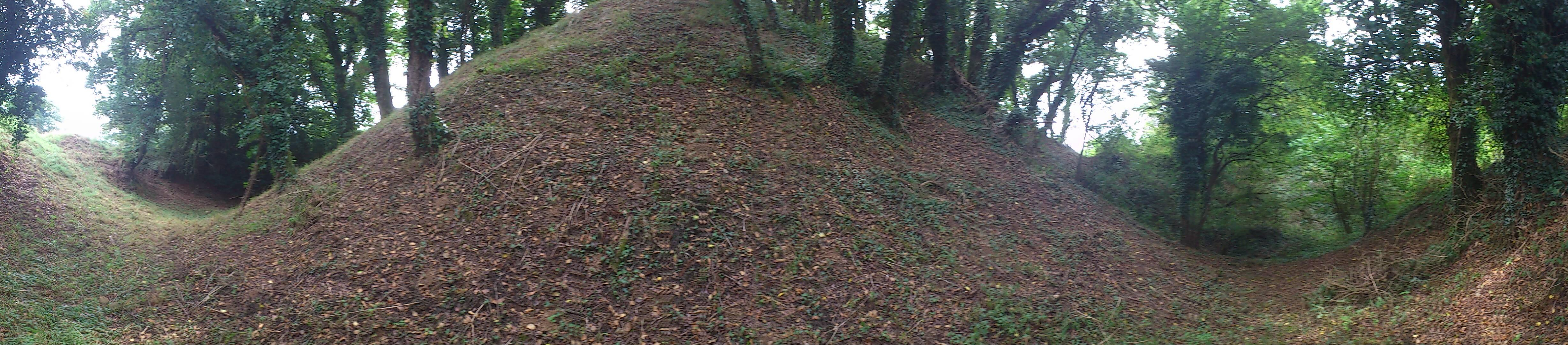